# Skałka (Skarżysko-Kamienna)
Skałka – osiedle administracyjne Skarżyska-Kamiennej, usytuowane w południowej części miasta.
Osiedle obejmuje tereny rezydencyjne w rejonie ulic Skalnej i Asfaltowej.

## Zasięg terytorialny
Osiedle obejmuje następujące ulice: Asfaltowa; Praga; Skalna; Wysoka; Źródlana.